# Скопади
Скопадите (на гръцки: Σκοπάδαι) са древногръцка управляваща династия на Кранон в Антична Тесалия.
Приема се, че са клон или издънка на Алевадите от Лариса, което значи че са магнезийци по произход в тесалийската тетрархия. Засвидетелствани са за пръв път в античната литература през 6 век пр.н.е.
Прародител и основател на династията е Скопас I, главнокомандващ (тагос) тесалийската лига.